# Корита (Мљет)
Корита (итал. Coritti, Gorrita или Corrita) су насељено место у саставу општине Мљет, на острву Мљету, Дубровачко-неретванска жупанија, Република Хрватска.

## Географски положај
Насеље се налази на источном делу острва Мљета, испод брда на надморској висини од 146 метара. Путем је повезано са насељима Саплунара и Собра, а преко њих и са осталим насљима на острву. Приближно је исто удаљено од Мљетског канала и отвореног мора на јужној обали острва.

## Историја
До територијалне реорганизације у Хрватској налазила су се у саставу старе општине Дубровник.
С обзиром да је једно од најстаријих насеља на острву Жаре било изложено погледу с мора, а пошто није било погодног места за одбрану, становници Жаре се убрзо селе пар километара западније у природну удолину између брда Плањака и околних брда. Насеље добија име Корита, које је сачувано до данас. Доказ да су насеље населили Жарани види се из Ламенте Мљетске канцеларије из 1474. године, у којој Жарани жале на разне људе који им праве штету у њиховом селу Корита, док себе у истом тренутку још увек називају људима из Жаре. Други пример да није било разлике између људи из насеља Жаре и Корита је из 1502. године кад острвска управа доноси закључак да се изаберу два човека за убирање неких дажбина. Тада збор из Бабиног Поља и Блата бира свог човека, а збор Корићана свог изабраника означује као „човјека из Жаре“.
Током 17. и 18. века Корита се развијају у полуурбано насеље. У то време, а посебно после катастрофалног земљотреса у Дубровнику 1667. године, у Корита се досељава пет угледних дубровачких градских породица, које у месту граде камене куће, налик на оне у Дубровнику. У исто време, дубровачке кларисе имају своју кућу у Коритима, док дубровачки фрањевци граде самостан и цркву св. Марка. Локални становници се полако, али сигурно, урбанизују те Корита постају мали урбани гадић који, између осталог има и властиту златару. У оближњој се ували граде магацини за рибу, рибарница и мала лука за извоз рибе у Дубровник, Бари и Бриндиси.
Кула, изграђена за праћење и надзор над Мљетским каналом, као средиште градића се обнавља те Корита постају од великог значаја за Дубровачку републику, која је у Коритима направила карантин за људе оболеле од куге. Управо из тог разлога, Корита постају изворно место за мљетску болест.
Послије 1770. године започиње сиромашење Корита и његових попродица. Замиру рибарство, трговина и поморство, тако да крајем 18. века Корита престају бити градић и постају напуштено село. Додатни узрок напуштања села је била епидемија куге која је поптуно похарала насеље и околину.
Каснијим насељавањем неколико породица из дубровачког приморја Корита су опет заживела, али никад нису повратила стари сјај. Од малог градића, данас је то мало, изоловано и сиромашно место.

## Становништво
На попису становништва 2011. године, Корита су имала 46 становника.
| Број становника по пописима | Број становника по пописима | Број становника по пописима | Број становника по пописима | Број становника по пописима | Број становника по пописима | Број становника по пописима | Број становника по пописима | Број становника по пописима | Број становника по пописима | Број становника по пописима | Број становника по пописима | Број становника по пописима | Број становника по пописима | Број становника по пописима | Број становника по пописима |
| --------------------------- | --------------------------- | --------------------------- | --------------------------- | --------------------------- | --------------------------- | --------------------------- | --------------------------- | --------------------------- | --------------------------- | --------------------------- | --------------------------- | --------------------------- | --------------------------- | --------------------------- | --------------------------- |
| 1857                        | 1869                        | 1880                        | 1890                        | 1900                        | 1910                        | 1921                        | 1931                        | 1948                        | 1953                        | 1961                        | 1971                        | 1981                        | 1991                        | 2001                        | 2011                        |
| 135                         | 128                         | 141                         | 135                         | 120                         | 153                         | 132                         | 141                         | 163                         | 164                         | 186                         | 168                         | 115                         | 90                          | 74                          | 46                          |

Напомена: У 1981. смањено издвајањем истоименог дела у самостално насеље Саплунара. У 1857., 1869., 1900. и 1910. исказано под именом Корити. Од 1890. до 1910. садржи податке за бивше насеље Велико Село.
Корита су кроз историју била једно од већих насеља на острву, а насеље је имало статус малог градића. Пропадањем привреде и исељавањем становника у урбана подручја, нарочито крајем 20. века, долази до опадања насеља.

### Попис1991.
На попису становништва 1991. године, насељено место Корита је имало 90 становника, следећег националног састава:
| Попис 1991.‍ | Попис 1991.‍ | Попис 1991.‍ | Попис 1991.‍ | Попис 1991.‍ |
| ----------- | ----------- | ----------- | ----------- | ----------- |
|             |             |             |             |             |
| Хрвати      | Хрвати      |             | 87          | 96,66%      |
| Словенци    | Словенци    |             | 1           | 1,11%       |
| непознато   | непознато   |             | 2           | 2,22%       |
| укупно: 90  |             |             |             |             |

## Привреда
У прошлости врло богато насеље са златаром, рибарницом, радњама за прераду винове лозе и маслина, које је извозило своје производе највише у Дубровник, пропадањем привреде, замиру све њене гране, па се становништво данас бави једино пољопривредом.

## Галерија
- Кула
- Капела светог Илије
- Црква Госпе од Бријега
- Капела светог Вида
- Стара млиница